# Mydaea flavicornis
Mydaea flavicornis är en tvåvingeart som beskrevs av Daniel William Coquillett 1902. Mydaea flavicornis ingår i släktet Mydaea och familjen husflugor. Inga underarter finns listade i Catalogue of Life.